# Nanti Agung (Tebat Karai)
Nanti Agung is een bestuurslaag in het regentschap Kepahiang van de provincie Bengkulu, Indonesië. Nanti Agung telt 744 inwoners (volkstelling 2010).